# Succiniltransferasi del residuo di diidrolipoilisina
La succiniltransferasi del residuo di diidrolipoilisina è un enzima appartenente alla classe delle transferasi, che catalizza la seguente reazione:
succinil-CoA + enzima N6-(diidrolipoil)lisina ⇄ CoA + enzima N6-(S-succinildiidrolipoil)lisina
Un multimero (24-mer) di questo enzima forma il core del complesso multienzimatico della succinato deidrogenasi; si lega fortemente sia alla ossoglutarato deidrogenasi (numero EC 1.2.4.2), sia alla ossoglutarato deidrogenasi (trasferisce succinile) sia alla diidrolipoil deidrogenasi (numero EC 1.8.1.4). Il gruppo lipoile di questo enzima è succinilato  dalla numero EC 1.2.4.2 e l'unica direzione catalizzata dalla 2.3.1.61 è quella dove il gruppo succinile è trasferito al coenzima A.